# 贾馥茗
贾馥茗（1926年—2008年5月7日），生於河北省青縣，台湾教育学家，台湾师范大学名誉教授。

## 生平
曾就讀北京師範學院，後來臺就讀臺灣省立師範學院教育系。
1957年，教育研究所碩士班畢業，留在師大教育系任教。隨後赴美國進修，取得奧立岡大學教育科學碩士，加州大學教育博士。
1964年返國，擔任臺灣師範大學教育研究所教授。
在1973年－1990年受聘擔任考試委員；在1996年—2000年擔任總統府國策顧問。2008年去世。